# Jan Gąsienica-Ciaptak
Jan Gąsienica-Ciaptak (* 17. Dezember 1922 in Zakopane; † 29. Oktober 2009 ebenda) war ein polnischer nordischer und alpiner Skisportler. Der 28-malige polnische Meister nahm an drei Olympischen Winterspielen teil.

## Biografie
Gąsienica-Ciaptak begann bereits vor dem Zweiten Weltkrieg mit seiner Sportkarriere, musste diese aufgrund der deutschen Besetzung Polens jedoch jäh unterbrechen. Nach dem Krieg widmete er sich erneut dem Skisport und war dabei einer der vielfältigsten Skisportler seines Landes. So konkurrierte er zunächst sowohl im Ski Nordisch, als auch im Ski Alpin. Kaum verwunderlich war es daher, dass er beim Czech-Marusarzówna-Memorial in Zakopane zweimal Dritter der Gesamtwertung werden konnte. In diese flossen Ergebnisse aus dem Skispringen, Skilanglauf, Slalom und der Abfahrt mit ein. Neben drei Podestplatzierungen im Skispringen, gewann er zudem mehrmals alpine Skirennen beim Memorial. Auf nationaler Ebene dominierte Gąsienica Ciaptak in den 1950er und 1960er Jahren die polnischen Meisterschaften im Ski Alpin und wurde als König der polnischen Abfahrten bezeichnet. So gewann er fünfmal die Abfahrt, achtmal den Slalom, siebenmal den Riesenslalom sowie siebenmal die alpine Kombination. Darüber hinaus wurde er einmal mit der 4×10 km-Vereinsstaffel polnischer Meister im Skilanglauf.
Gąsienica-Ciaptak nahm an drei Olympischen Winterspielen teil. 1948 im Schweizer St. Moritz trat er beim Spezialsprunglauf und im Ski Alpin an, erreichte jedoch nur die mittleren Ränge. Vier Jahre später bei den Olympischen Winterspielen 1952 in Oslo wurde er lediglich im Slalom eingesetzt, verfehlte allerdings das Tor im zweiten Lauf und wurde disqualifiziert. Bei den Olympischen Winterspielen 1956 in Cortina d’Ampezzo belegte er im Slalom einen guten 16. Platz. Seinen größten internationalen Erfolg feierte Gąsienica-Ciaptak bereits zwei Jahre zuvor bei den Alpinen Skiweltmeisterschaften 1954 in Åre, als er der erste Pole wurde, der als Achter in der alpinen Kombination ein Ergebnis unter den besten Zehn erzielen konnte. Mit Rang 23 und 15 im Riesenslalom und Slalom absolvierte er weitere gute Wettkämpfe bei den Weltmeisterschaften.
Im Alter von 44 Jahren beendete Gąsienica-Ciaptak seine sportliche Laufbahn. Im Anschluss daran war er unter anderem als Alpinskitrainer und als Taxifahrer tätig.

## Persönliches
Jan war der Vater des ehemaligen alpinen Skirennläufers Maciej Gąsienica-Ciaptak (* 1954), der mehrere polnische Meistertitel und einen Sieg bei der Universiade feiern konnte. Nach seinem Tod im Jahr 2009 wurde er auf dem Neuen Friedhof in Zakopane beigesetzt.

## Teilnahmen an Olympischen Winterspielen
| Jahr und Ort           | Skispringen | Abfahrt | Slalom | Kombination |
| ---------------------- | ----------- | ------- | ------ | ----------- |
| 1948 St. Moritz        | 36.         | 37.     | DSQ    | 31.         |
| 1952 Oslo              | –           | –       | DSQ    | –           |
| 1956 Cortina d’Ampezzo | –           | DNS     | 16.    | –           |

## Auszeichnungen
- Verdienter Meister des Sports